# Caprala
Caprala es un lugar del municipio español de Petrel, perteneciente a la provincia de Alicante, en la Comunidad Valenciana.

## Historia
Hacia mediados del siglo XIX, el lugar, ya por entonces perteneciente a Petrel, tenía contabilizadas siete casas. Aparece descrito en el quinto volumen del Diccionario geográfico-estadístico-histórico de España y sus posesiones de Ultramar de Pascual Madoz con las siguientes palabras:

CAPRALA: cas. de la prov. de Alicante, part. jud. de Monovar, térm. jurisd. de Petrel: sit. hácia el N. de esta v., y tiene unas 7 casas diseminadas, con un diputado de justicia nombrado por el alc., cuya mision es la misma que dijimos en el cas. Canadas (V.) El terreno es bastante montuoso y pedregoso, y prod. cereales, almendra, vino y aceite. pobl.: 7 vec.
(Madoz, 1846, p. 506)